# Heritage Malta
Heritage Malta (in maltese Patrimonju Malta) è l'agenzia nazionale di Malta che si occupa della tutela del patrimonio culturale locale.
L'istituto venne creato con il Cultural Heritage Act del 2002, sostituendo il precedente Dipartimento dei Musei: ha il compito di gestire i musei, i siti archeologici e le collezioni di cui è depositaria come nell'esempio del Museo nazionale di archeologia della Valletta. Dal 2005 ha incorporato anche il Centro Maltese per il Restauro, diventando quindi il punto di riferimento per la conservazione ed il restauro nel territorio maltese. Lo staff dell'istituto viene nominato direttamente dal Ministro, ed il Direttore resta solitamente in carica per tre anni.